# Ummeliata
Ummeliata Strand, 1942 è un genere di ragni appartenente alla famiglia Linyphiidae.

## Distribuzione
Le otto specie oggi attribuite a questo genere sono state reperite nella regione paleartica: prevalentemente in Russia, Giappone, Corea, Cina e Asia sudorientale.

## Tassonomia
Questa denominazione è un nomen novum adoperato da Strand nel suo lavoro del 1942 in quanto quella precedente, Hummelia Schenkel, 1936, già designava Hummelia Oudemans, 1916, un genere di acari oribatidi.
A giugno 2012, si compone di otto specie:
- Ummeliata angulituberis (Oi, 1960) — Russia, Corea, Giappone
- Ummeliata erigonoides (Oi, 1960) — Giappone
- Ummeliata feminea (Bösenberg & Strand, 1906) — Russia, Cina, Corea, Giappone
- Ummeliata insecticeps (Bösenberg & Strand, 1906)[3] — dalla Russia al Vietnam, Taiwan, Giappone
- Ummeliata onoi Saito, 1993 — Giappone
- Ummeliata osakaensis (Oi, 1960) — Russia, Giappone
- Ummeliata saitoi Matsuda & Ono, 2001 — Giappone
- Ummeliata sibirica (Eskov, 1980) — Russia

### Sinonimi
- Ummeliata acanthochira (Simon, 1909); esemplari trasferiti dal genere Trematocephalus Dahl, 1886, e posti in sinonimia con U. insecticeps (Bösenberg & Strand, 1906) a seguito di uno studio di Tu & Li, (2004a)[1].
- Ummeliata incisa (Schenkel, 1936); posta in sinonimia con Ummeliata insecticeps (Bösenberg & Strand, 1906) a seguito di un lavoro di Chen & Zhang del 1991[1].
- Ummeliata tokyoensis (Uyemura, 1941); sinonima di U. feminea (Bösenberg & Strand, 1906) secondo un lavoro di Saito del 1993[1].